# غاي فاندرهيغ
غاي فاندرهيغ (بالإنجليزية: Guy Vanderhaeghe)‏ (5 أبريل 1951 في كندا)؛ روائي كندي.

## روابط خارجية
- غاي فاندرهيغ على موقع IMDb (الإنجليزية)
- غاي فاندرهيغ على موقع الموسوعة البريطانية (الإنجليزية)
- غاي فاندرهيغ على موقع ميوزك برينز (الإنجليزية)
- غاي فاندرهيغ على موقع كينوبويسك (الروسية)